# Geum gracilipes
Geum gracilipes là loài thực vật có hoa trong họ Hoa hồng. Loài này được (Piper) M. Peck mô tả khoa học đầu tiên năm 1941.